# 馬蘭-祖爾亨湖
55°14′48″N 111°35′14″E / 55.24667°N 111.58722°E
馬蘭-祖爾亨湖（俄语：Малан-Зурхен），是俄羅斯的湖泊，位於該國南部，由布里亞特共和國負責管轄，處於庫魯姆坎區，長3公里、寬1.2公里，面積1.28平方公里，集水區面積22.8平方公里。